# Khudaibergen Devanov
Xudoybergan Devonov (en uzbeko: Xudoybergan Devonov; en ruso: Худайберген Деванов; 1879-1940) fue un fotógrafo, director de fotografía, cineasta y camarógrafo pionero de Uzbekistán. Es considerado una gran figura de la cultura en su casa de Jiva, responsable de fotografiar su ciudad y sus figuras.

## Primeros años de vida
Khudaibergen Devanov nació en 1879 en la familia del secretario de Haman y administrador y superintendente de posesiones en Khojayli, Nurmuhammad Devan. Recibió una educación en casa, donde aprendió persa y árabe. Le gustaba la poesía y trató de escribir alguna. Aprendió a tocar casi todos los instrumentos tradicionales uzbekos. Le gustaba la jardinería y en su jardín familiar se cultivaban casi 10 variedades de flores, según el artista Madrahim Yakubov Sheroziy. Desde los 6 y 7 años tomó afición por la ciencia.
Aprendió a leer y escribir en ruso entre los 14 y 15 años, y estudió alemán con menonitas de habla alemana en Jiva que vivían en la Mezquita Blanca. Su primer maestro fue el fotógrafo y cineasta alemán del Volga Wilhelm Penner, quien lo introdujo en la fotografía y el trabajo con la cámara.

## Cine
En la conservadora sociedad islámica de Jiva, donde existía una prohibición religiosa sobre la representación de todo lo animado, Devanov logró dedicarse a su afición por la fotografía.
Devanov visitó San Petersburgo en 1908 como delegación del Kanato de Jiva. En la capital del Imperio ruso, Devanov conoció las complejidades del trabajo fotográfico y estudió con profesionales rusos. Después de completar su trabajo como parte de la delegación, permaneció en San Petersburgo durante 2 meses para realizar una pasantía. Trajo varios accesorios cinematográficos y fotográficos, incluida la cámara de cine n.° 593 de la marca PATE, que le permitió filmar de forma independiente el primer documental uzbeko. Filmó a Isfandiyar Khan partiendo hacia un faetón en 1910. También se conservaron sus primeras películas “Monumentos de la arquitectura de nuestra región” (114 metros, 1913), “Tipos de Turkestán” (100 metros, 1916), etc.
En 1908 nació el cine uzbeko. Devanov filmó y fotografió diferentes mezquitas, lugares históricos y minaretes, dando a conocer la cultura y los lugares de interés de Jiva.

## Muerte y legado
En 1936, Devanov comenzó a recibir una pensión debido a su vejez. Los miembros del partido Polyazxoji Jiva Yusupov, Sholikarov, Mulla Bekchan Raxmanov, Otajanov, así como Akmal Ikramov y Fayzulla de Uzbekistán, unieron fuerzas con Devanov contra la economía estalinista, diciendo que el Estado era enemigo del pueblo. En 1938, fue enviado a un campo de prisioneros políticos en Yangiyul. Le dispararon en el distrito de Zangiata, Taskent, en 1940. Devanov y sus compañeros fueron rehabilitados en 1958. Ahora tiene una exposición dedicada a él en el Museo Itchan Kala de Jiva.